# Хагнер, Мередит
Ме́редит Кэ́тлин Ха́гнер (англ. Meredith Kathleen Hagner; род. 31 мая 1987, Чапел-Хилл, Северная Каролина) — американская актриса.

## Карьера
Хагнер получила известность благодаря своей роли Либерти Чикконе в мыльной опере CBS «Как вращается мир», которая принесла ей номинацию на дневную премию «Эмми» в 2009 году. Когда в 2010 году она покинула мыльную оперу, Хагнер получила роль в прайм-тайм драме FX «Тушите свет», которая была закрыта после одного сезона. Затем она сыграла главную роль в пилоте The CW «Пробуждение», а в дополнение к этому была гостем в таких сериалах как «Дорогой доктор» и «C.S.I.: Место преступления Майами». С 2012 по 2014 год она снималась в ситкоме «Мужчины в деле».

## Личная жизнь
Со 2 сентября 2019 года Мередит замужем за актёром и бывшим хоккеистом Уайаттом Расселом, с которым она встречалась 3 года до их свадьбы. В марте 2021 года стало известно, что у супругов родился сын, которого назвали Бадди Прайн Расселл. 

## Фильмография
| Год  | Название на русском                 | Название на английском | Роль              | Примечания |
| ---- | ----------------------------------- | ---------------------- | ----------------- | ---------- |
| 2010 | На расстоянии любви                 | Going the Distance     | Сотрудник         |            |
| 2011 | Девушки в опасности                 | Damsels in Distress    | Элис              |            |
| 2012 | Машина искусства                    | Art Machine            | Алексия           |            |
| 2014 | Хиты                                | Hits                   | Кэтлин Штубен     |            |
| 2014 | Не видать нам Париж, как своих ушей | We’ll Never Have Paris | Лиа               |            |
| 2015 | Возможности управления              | Creative Control       | Бекки             |            |
| 2015 | Иррациональный человек              | Irrational Man         | Сэнди             |            |
| 2017 | Ингрид едет на Запад                | Ingrid Goes West       | Шарлотта Баквальд |            |
| 2018 | Подстава                            | Set It Up              | Бекка             |            |
| 2019 | Гори, гори ясно                     | BrightBurn             | Мерили Макникол   |            |
| 2020 | Палм-Спрингс                        | Palm Springs           | Мисти             |            |

| Год       | Название на русском               | Название на английском | Роль            | Примечания                                                                      |
| --------- | --------------------------------- | ---------------------- | --------------- | ------------------------------------------------------------------------------- |
| 2008-2010 | Как вращается мир                 | As the World Turns     | Либерти Чикконе | Регулярная роль Номинация — Дневная премия «Эмми» лучшей молодой актрисе (2009) |
| 2011      | Тушите свет                       | Lights Out             | Ава Лири        | Регулярная роль, 13 эпизодов                                                    |
| 2011      | В простом виде                    | In Plain Sight         | Бет Харрис      | Эпизод: «Meet the Shannons»                                                     |
| 2009-2011 | Дорогой доктор                    | Royal Pains            | Либби           | 6 эпизодов                                                                      |
| 2011      | C.S.I.: Место преступления Майами | CSI: Miami             | Джен            | Эпизод: «Crowned»                                                               |
| 2011      | Пробуждение                       | Awakening              | Джойс           | Пилот                                                                           |
| 2012-2014 | Мужчины в деле                    | Men at Work            | Эми Джордан     | Регулярная роль, 22 эпизода                                                     |
| 2013      | Последователи                     | The Following          | Эми             | Эпизод: «The End Is Near»                                                       |
| 2014      | Луи                               | Louie                  | Эллисон         | Эпизод: «In the Woods: Part 2»                                                  |
| 2016-2022 | В поиске                          | Search Party           | Порша Дэвенпорт | Регулярная роль, 50 эпизодов                                                    |